# باجیتپور
باجیتپور (به لاتین: Bajitpur) یک منطقهٔ مسکونی در بنگلادش است که در ناحیه کیشورگنج واقع شده‌است. باجیتپور ۱۹۳٫۷۶ کیلومتر مربع مساحت و ۱۹۷٬۰۸۱ نفر جمعیت دارد.